# Liste der Werke von Ferdinando Bertoni
Diese Liste umfasst die musikalischen Werke von Ferdinando Bertoni. Sie basiert auf den Angaben bei Grove Music Online und Corago.

## Opern
- Il Cajetto, dramma per musica; Libretto: Antonio Gori; Karneval 1746, Venedig, Teatro di San Girolamo[2]
- Orazio e Curiazio, dramma per musica; um den 18. Mai 1746, Venedig, Teatro Grimani a San Samuele[3]
- Armida, dramma per musica; Libretto: Bartolomeo Vitturi; 26. Dezember 1746, Venedig, Teatro Sant’Angelo[4]
- Didone abbandonata, tragedia per musica; Libretto: Pietro Metastasio; Karneval 1748, Venedig, Teatro di San Girolamo[5]
- Ipermestra, dramma per musica; Libretto: Pietro Metastasio; 22. Mai 1748, Venedig, Teatro San Samuele; 1751 in München, 1753 in Treviso[6]
- Le pescatrici, dramma giocoso per musica; Libretto: Carlo Goldoni; 26. Dezember 1751, Venedig, Teatro San Samuele; 1753 in Senigallia und Brüssel, 1754 in Lüttich, Dresden und Florenz, 1755 in Leipzig, Dresden und Bologna, 1756 in Prag, und Pesaro, 1758 in Osimo, Bonn und Livorno, 1761 in Parma, London und Barcelona, 1763 in Valencia, 1764 in Logroño und Perugia, 1765 in Novara und Madrid, 1766 in Braunschweig, 1769 in Civitanova Marche[7]
- I bagni d’Abano, dramma giocoso per musica (zusammen mit Baldassare Galuppi); Libretto: Carlo Goldoni; 10. Februar 1753, Venedig, Teatro San Samuele; 1761 in Sankt Petersburg[8]
- Ginevra, dramma per musica; Libretto: Antonio Salvi; Herbst 1753, Venedig, Teatro San Samuele[9]
- La moda, dramma giocoso per musica; Libretto: Domenico Benedetti; Karneval 1754, Venedig, Teatro San Moisè[10]
- Sesostri, dramma per musica; Libretto: Pietro Pariati; 26. Dezember 1754, Turin, Teatro Regio; 1766 in Prag[11]
- Antigona, dramma per musica; Libretto: Gaetano Roccaforte; Karneval 1756, Genua, Teatro del Falcone; 1775 in Alessandria, 1776 in Modena (als Creonte)[12]
- Lucio Vero, dramma per musica; Libretto: Apostolo Zeno; 22. Januar 1757, Turin, Teatro Regio[13]
- Il Vologeso, dramma per musica; Libretto: Apostolo Zeno; Karneval 1759, Padua, Teatro Obizzi; 1764 in Rom[14]
- Le vicende amorose, dramma giocoso per musica; Libretto: D. Pallavicino; Herbst 1760, Venedig, Teatro San Moisè; 1768 in Lissabon[15]
- La bella Girometta, dramma giocoso per musica; Libretto: Pietro Chiari; Herbst 1761, Venedig, Teatro San Moisè[16]
- Ifigenia in Aulide, dramma per musica; Libretto: Luigi Serio und Vittorio Amedeo Cigna-Santi; 23. Januar 1762, Turin, Teatro Regio; 1782/1783 in London[17]
- Achille in Sciro, dramma per musica; Libretto: Pietro Metastasio; Karneval 1764, Venedig, Teatro San Cassiano[18]
- L’ingannatore ingannato, dramma giocoso per musica; Libretto: Pietro Chiari; Herbst 1764, Venedig, Teatro San Cassiano[19]
- L’olimpiade, dramma per musica; Libretto: Pietro Metastasio; Karneval 1765, Venedig, Teatro San Cassiano; 1773 in Mantua und Bologna, 1774 in Pavia, 1779/1780 in London[20]
- Il Baiazette, dramma per musica; Libretto: Jacopo Antonio Sanvitale und Agostino Piovene; 3. Mai 1765, Parma, Teatro Regio Ducale[21]
- Tancredi, dramma per musica; Libretto: Balbis; 27. Dezember 1766, Turin, Teatro Regio[22]
- Ezio, dramma per musica; Libretto: Pietro Metastasio; Januar 1767, Venedig, Teatro San Benedetto; 1772 in Verona, 1777 in Lucca[23]
- Semiramide riconosciuta, dramma per musica; Libretto: Pietro Metastasio; 30. Mai 1767, Neapel, Teatro San Carlo[24]
- Scipione nelle Spagne, dramma per musica; Libretto: Apostolo Zeno; 30. Januar 1768, Mailand, Teatro Regio Ducale[25]
- Alessandro nell’Indie, dramma per musica; Libretto: Pietro Metastasio; Frühling 1769, Genua, Teatro del Falcone; 1770 in Venedig[26]
- Il trionfo di Clelia, dramma per musica; Libretto: Pietro Metastasio; 10. Juni 1769, Padua, Teatro Nuovo[27]
- L’anello incantato, dramma giocoso per musica; Libretto: Giovanni Bertati; Herbst 1771, Venedig, Teatro San Moisè; 1772 in Barcelona und Lissabon, 1773 in Reggio Emilia, Lugo und Ferrara, 1774 in Florenz, 1777 in Novi, 1778 in Palermo[28]
- Andromaca, dramma per musica; Libretto: Antonio Salvi; 26. Dezember 1771, Venedig, Teatro San Benedetto[29]
- L’orfane svizzere, dramma giocoso, Libretto: Giovanni Bertati; Karneval 1774, Livorno, S Sebastiano
- Narbale, dramma per musica; Libretto: Pietro Metastasio; 25. Mai 1774, Venedig, Teatro San Moisè[30]
- Aristo e Temira, dramma per musica; Libretto: Lodovico Savioli; 3. Januar 1776, Venedig, Teatro San Benedetto; 1781 in München, 1783 in Florenz, 1795 in Venedig[31]
- Orfeo ed Eurdice, dramma per musica; Libretto: Ranieri de’ Calzabigi; 3. Januar 1776, Venedig, Teatro San Benedetto; im selben Jahr auch in Venedig und Padua, 1781 in Kassel und Rom, 1783 in Hannover, Venedig und Florenz, 1788 in Berlin und Eszterháza, 1790 in Senigallia, 1795 in Venedig[32]
- Artaserse (erste Fassung), dramma per musica; Libretto: Pietro Metastasio; Frühling 1776, Forlì, Teatro Nuovo; im selben Jahr auch in Mailand, 1777 in Macerata, Genua und Lucca, 1785 in Brescia, Treviso und Verona, 1787 in Pavia, 1788 in Genua, Cremona und Venedig, 1792 in Imola[33]
- Telemaco ed Eurice nell’isola di Calipso, dramma per musica; Libretto: Giovanni Pindemonte; Januar 1777, Venedig, Teatro San Benedetto; im selben Jahr auch in Modena[34]
- Medonte, dramma per musica; Libretto: Giovanni De Gamerra; 26. Dezember 1777, Turin, Teatro Regio; 1778 in Genua[35]
- Quinto Fabio, dramma per musica; Libretto: Apostolo Zeno; 31. Januar 1778, Mailand, Teatro Interinale; im selben Jahr auch in Padua, 1780 in Livorno, Verona, London und Lucca, 1782 in London, 1784 in Venedig, 1785 in Verona und Triest, 1786 in Rom, 1791 in London[36]
- Artaserse (zweite Fassung), serious opera; Libretto: Pietro Metastasio; 23. Januar 1779, London, King’s Theatre am Haymarket[37]
- La governante, or The Duenna, comic opera; Libretto: Carlo Francesco Badini nach Richard Brinsley Sheridan; 15. Mai 1779, London, King’s Theatre am Haymarket[38]
- Il duca d’Atene, comic opera; Libretto: Carlo Francesco Badini; 9. Mai 1780, London, King’s Theatre am Haymarket[39]
- Armida abbandonata, dramma per musica; Libretto: Giuseppe Maria Foppa; 26. Dezember 1780, Venedig, Teatro San Benedetto; 1783 in Verona, 1784 in Venedig, 1786 in Genua, 1801 in Venedig[40]
- Caio Mario, dramma per musica; Libretto: Gaetano Roccaforte; Messe dell’Ascensione, Venedig, Teatro San Benedetto[41]
- Il convito, or The Banquet, comic opera; Libretto: Antonio Andrei nach Filippo Livigni; 2. November 1782, London, King’s Theatre am Haymarket[42]
- Cimene, serious Opera; Libretto: Benedetto Pasqualigo; 7. Januar 1783, London, King’s Theatre am Haymarket[43]
- Eumene, dramma per musica; Libretto: Apostolo Zeno; 26. Dezember 1783, Venedig, Teatro San Benedetto[44]
- Nitteti, dramma per musica; Libretto: Pietro Metastasio; 6. Februar 1789, Venedig, Teatro San Samuele[45]
- Angelica e Medoro, dramma per musica; Libretto: Gaetano Sertor; Karneval 1791, Venedig, Teatro San Benedetto[46]

Musik in Pasticcio-Opern und Opern anderer Komponisten
- La vedova accorta, dramma giocoso per musica (die Rezitative und neun Arien stammen von Bertoni); Libretto: Ambrosio Borghese; 28. September 1745, Florenz, Teatro del Cocomero; 1746 in Venedig und Mailand, 1750 in Parma (?), 1751 in Barcelona und Bologna, 1752 in Lodi (als L’opera in prova) und Vercelli, 1753 in Mailand (als L’opera in prova alla moda)[47]
- Berenice, dramma per musica; Libretto: Bartolomeo Vitturi; Karneval 1748, Rimini, Teatro[48]
- Antigono, dramma per musica; Libretto: Pietro Metastasio; 4. November 1752, Venedig, Teatro San Moisè; 1754 in Modena[49]
- Tigrane, 1755
- Demetrio, 1757
- Creso, 1758
- Solimano, 1758
- Cleonice, 1763
- Gli orti esperidi, 1764 (?)
- The Summer’s Tale, 1765
- Le gelosie villane, 1776
- Demofoonte, a serious opera (Musik größtenteils von Bertoni); Libretto: Pietro Metastasio; 1778, London, King’s Theatre am Haymarket[50]
- Il soldano generoso, serious dramatical performance; Libretto: Antonio Andrei; 14. Dezember 1779, London, King’s Theatre am Haymarket[51]
- Giulio Sabino, 1781
- Il falegname, 1781
- I viaggiatori felici, 1782
- Giunio Bruto, 1782
- The Castle of Andalusia, 1782
- Robin Hood, 1784
- Zemira e Azore, 1779
- Richard Cœur de Lion, 1786
- Der Fürst und sein Volk, 1791

Zweifelhaft
- Eurione, dramma per musica; Libretto: Antonio Papi; Messe 1770, Udine, Teatro della nobil Società; im selben Jahr auch in Treviso[52]
- Decebalo; Libretto: Antonio Papi; Oktober 1770, Treviso, Oneigo

## Dramatische Gelegenheitswerke
- Cantata in lode di A. Rezzonico für eine Stimme; 1759
- Licenza; Libretto: Giovanni Bertati; 1763, Venedig, Teatro San Cassiano (nach Antonio Tozzis La morte di Dimone aufgeführt)

## Serenaten
- Notte si fausta, Libretto: Giovanni Bertati; 11. Juni 1764, Venedig, Teatro San Giovanni Grisostomo
- Festa pastorale; 1767, Klagenfurt
- La reggia di Calipso; Libretto: Z. Seriman; 15. Juli 1769, Venedig, Palazzo Rezzonico
- Ringraziamento alla Veneta Nobiltà; Libretto: Carlo Goldoni; 15. Januar 1771, Venedig, Teatro San Benedetto
- Statira e Sidreno (evtl. Überarbeitung von Narbala); 25. Mai 1774, Venedig, Teatro San Moisè[53]
- Cantata, Libretto: Mattia Botturini; 4. September 1775, Salò
- La Galatea; Libretto: Pietro Metastasio; 1781[54]
- Apoteosi di Ercole; Libretto: Mattia Botturini; 1782, Venedig, Teatro San Benedetto
- Cantata; Libretto: Angelo Anelli; 1784, Villa am Gardasee
- Deucalione e Pirra; Libretto: Antonio Simone Sografi; 30. September 1786, Venedig, nuovo Casino intitolato d’Orfeo a San Benedetto[55]
- Il vaticinio di Proteo; Libretto: Mattia Botturini; 29. März 1789, Venedig, Casa Società Mercantile[56]
- L’unione del senno e della fortuna; Libretto: Mattia Botturini; 19. Mai 1789, Venedig, Società de’ Filarmonici[57]
- I voti del secolo XVIII Libretto: Mattia Botturini; März 1791, Venedig, Casino Accademia de’ Filarmonici
- Cantata ossia l’Evviva per l’apertura della Società dei Dilettanti Filarmonici; Libretto: G. B. Colloredo; 4. Oktober 1802, Venedig, Accademia de’ Filarmonici
- Adria consolata; Libretto: Melchiorre Cesarotti; 12. Februar 1803, Venedig, Teatro La Fenice[58]
- Il trionfo della virtù für zwei Chöre; Libretto: F. Girardi; 14. August 1804, Salò, Accademia degli Unanimi
- La perseguitata straniera

## Sonstige weltliche Vokalwerke
- 4 Arietten und 13 Duette; nach 1784
- 5 Duettini für zwei Soprane und Basso continuo
- Kantate (Elvira, Corillo, Linco, Montano)
- Kantate (Genio, Clemenza, Rigore); Treviso

## Oratorien
- Ortus in praedio Gethsemani; Venedig, 1746

Aufgeführt in Venedig, Oratorio di S Filippo Neri
- Il ritorno del figliuol prodigo; 1747
- Il martirio di S Cecilia; 1747
- Davide trionfante di Golia; 1751
- L’obbedienza di Gionata; Libretto: N. Arituseo; 1756
- Giuseppe riconosciuto; Libretto: Pietro Metastasio; 1787[59]

Aufgeführt in Venedig, Ospedale di San Lazzaro dei Mendicanti (für Frauenstimmen)
- Carmina praecinenda psalmo miserere; 1752
- Piae virgines choristae … Synagogen Ponereuomenon id est Concilium Malignantium; 1752
- In festo Sanctae Mariae Magdalenae; 1752 und 1754[60]
- Peregrinato ad Sanctum Domini Sepulcrum, actio sacra; [1753][61]
- Sacra modulamina; 1753[62]
- Cum amore divinae animae conjunctis, concertus; triduo hebdomadae majoris 1755[63]
- De prodigo filio; hebdomada majori 1756[64]
- Vaticinia prophetarum de Christo salvatore; hebdomada majore 1757[65]
- Christus in sepulcro; triduo majoris hebdomadae 1758[66]
- Longinus centurio, carmina sacra; 1759[67]
- Sermo discipulorom Christi in vespere diei Parasceve; 1760[68]
- Mater Jesu juxta crucem, sacra isagoge; solemni triduo Hebdomadae Majoris 1761[69]
- Synagogen Ponereuomenon, id est Concilium Malignantium; triduo majoris hebdomadae 1762[70]
- Maria Magdalena apostola resurrectionis; 1762[71]
- Pium ascetarum colloquium; hebdomada majori 1763[72]
- Parasceve ad sepulturam corporis D.N.J.C; triduo majoris hebdomadas 1764[73]
- Sacer dialogus inter Lazarum redivivum et Marvam [!] sororem; [1764][74]
- Carmina in die solemnitatis S Mariae Magdalenae; 1765
- Secunda dies, sive Pium ascetarum colloquium; 1765[75]
- Conendo musices carmino; 1765
- Argumenta desumpta ex Sacris litteris; [1766]; auch 1768[76]
- Hortus in praedio Gethsemani; 1766[77]
- Sacra carmina; festa di Maria Maddalena 1767[78]
- Tertia dies sive pium ascetarum colloquium; [1767][79]
- Rex Assuerus aequitatis custos; 1768[80]
- Divinae completae redemptionis veritatem ab extrema Jerusalem desolatione; 1769[81]
- Virtutum concordia; 1769[82]
- Exitium primogenitorum Aegypti; [1770][83]
- Gloria et exaltatio fidei in Abraham sacrificio; festa maria Maddalena 1770[84]
- Goliath, actio sacra; festa Maria Maddalena 1771[85]
- Jonathas; triduum hebdomadae majoris 1771[86]
- Profectio Moysis in Aegyptum; 1772[87]
- Salomon Rex Israel; triduo majoris hebdomadae 1772[88]
- Susanna, actio sacra; in festo Sanctae Mariae Magdalenae 1773[89]
- Tobias, actio sacra; [1773][90]
- Saul furens; solemnitate resurrectionis 1774[91]
- David poenitens, actio sacra; solemni triduo Hebdomadae Majoris 1775[92]
- Interitus Absalon, actio sacra; festo Divae Mariae Magdalenae[93]
- Joas rex Juda, actio sacra; doemenica di Resurrezione 1776[94]
- Canticorum sponsa, actio sacra; festo S. Mariae Magdalenae; 1777 und 1784[95]
- Abigail, actio sacra; domenica di resurrezione 1777; 1778 als Nabal[96]
- Athaliae mors, actio sacra; [1779][97]
- Poenitentia David, actio sacra; [1779][98]
- Sententia David; 1779
- Victoria militum David contra Absalon filium regis, actio sacra; 1779[99]
- Balthassar, actio sacra; triduo hebdomadae majoris 1781; überarbeitet 1784; 1797 als Abraham e Balthasar[100]
- Canticorum sponsa; 1781
- Il Convitto di Baldassare; 1788
- Rhythmi sacri; festa di santa Maria Maddalena[101]

Sonstige
- L’obbedienza di Gionata; Libretto: Francesco Clemente; 1773, Köln[102]

## Sonstige geistliche Werke
- Messe für zwei Tenöre und Bass
- Messe für Sopran, Alt, Tenor und Bass
- Miserere für Sopran, Alt, Tenor, Bass, Streicher und Orchester; 1762 (Venedig 1802)
- Requiem g-Moll; 1792; bearbeitet für zwei Tenöre und Bass von Rova
- ca. 25 Messsätze
- mehr als 40 Psalmen und Psalmverse
- 17 Hymnen und Cantica
- 87 Motetten; Venedig, Ospedale di San Lazzaro dei Mendicanti
- 9 Marianische Antiphonen
- 22 weitere geistliche Werke

## Instrumentalwerke
Orchestermusik
- Marcia funebre g-Moll für das Requiem; 1792
- Marcia funebre B-Dur
- Ouvertüre D-Dur
- Sinfonie C-Dur; herausgegeben von E. Bonelli, Padua 1956
- Sinfonie c-Moll; Venedig 1782
- Sinfonie B-Dur
- Sinfonie Es-Dur „Ecco“
- weitere Sinfonien

Kammermusik
- Cembalosonate Es-Dur; Nürnberg 1757
- vier Cembalosonaten
- zwei Cembalosonaten
- sechs Sonaten für Cembalo/Pianoforte und Violine in C-Dur, F-Dur, D-Dur, A-Dur, B-Dur und Es-Dur, op. 1; Berlin und Amsterdam um 1770; London 1779, Paris 1781, Venedig um 1790 als op. 9
- sechs Streichquartette in B-Dur, A-Dur, c-Moll, D-Dur, F-Dur und Es-Dur; London 1782; Venedig 1784 als op. 2; Paris 1784–1788; Nr. 1 und 3 herausgegeben von A. Toni, Mailand 1922–1927; Nr. 3 und 5 bearbeitet für Klavier zu vier Händen, Mailand 1920
- Duett für zwei Flöten